# غونسالفيس دياز
غونسالفيس دياز (بالبرتغالية: Gonçalves Dias‏) هو عالم في الأتنيات ‏ وصحفي وكاتب مسرحي ومحامي وكاتب وشاعر برازيلي، ولد في 10 أغسطس 1823 في كاكسياس في البرازيل، وتوفي في 3 نوفمبر 1864 في Guimarães, Maranhão ‏ في البرازيل.

## وصلات خارجية
- غونسالفيس دياز على موقع IMDb (الإنجليزية)
- غونسالفيس دياز على موقع الموسوعة البريطانية (الإنجليزية)